# 磯部清吉

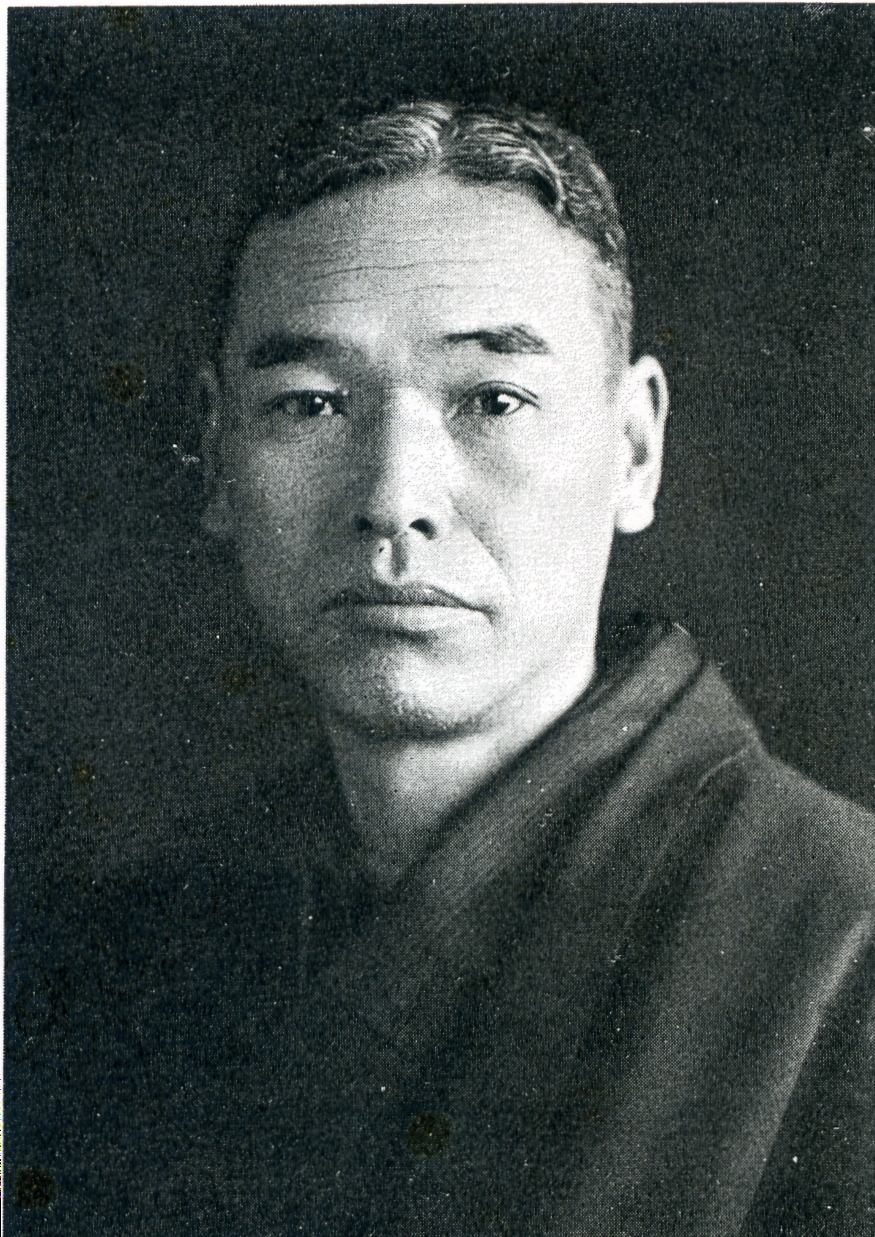
磯部清吉

磯部 清吉（いそべ せいきち、1872年6月7日（明治5年5月2日） - 1952年（昭和27年）5月26日）は、日本の政治家。衆議院議員（3期）。

## 経歴
京都府出身。酒造業を営む。平屋村議、同村長、北桑田郡議、京都府議、同参事会員、同郡部会議長、所得税調査委員、宅地価調査委員、地方森林会議員、京都府農会長、同養蚕組合、同畜産組合各連合会会長、須知銀行取締役となる。
1928年の第16回衆議院議員総選挙において京都2区(当時)から立憲政友会公認で立候補して初当選。以来連続3回当選した。1930年の第17回衆議院議員総選挙で再選。1932年の第18回衆議院議員総選挙で三選。1936年の第19回衆議院議員総選挙には出馬しなかった。1952年死去。